# Список судинних рослин Польщі
Список судинних рослин Польщі містить перелік з 2664 видів (у тому числі 115 — натуралізовані й 7 — вимерлі (і ще кілька ймовірно вимерлих)), зареєстрованих на території Польщі. Культивовані та випадкові чужорідні види рослин до таблиці не включені. Список налічує 70 видів судинних спорових, 9 видів голонасінних і 2585 видів покритонасінних рослин. Список складено за допомогою інтернет-ресурсів Euro+Med Plantbase, Catalogue of Life, Plants of the World Online.
Польща розташована в зоні помірного клімату, що характеризується переходом від морського (на півночі та заході) до континентального (на сході). Середня температура січня коливається від -1°C до -5°C, а липня – від +17°C до +20°C. Опади випадають протягом усього року, але їхня кількість залежить від регіону. Природні зони Польщі: балтійське узбережжя, поозер'я, низовина, Судети й Карпати.
Під час останнього льодовикового періоду більша частина Польщі була вкрита льодовиком. Після відступу льодовика на цій території з'явилися нові види рослин, які пристосувалися до холодного клімату. Протягом століть людина впливала на флору Польщі, вирубуючи ліси, осушуючи болота та обробляючи землю. Це призвело до зникнення деяких видів рослин і появи інших. Майже 30% території країни займають ліси (найбільш характерні дерева: сосна, ялина, бук, дуб, ясен, клен звичайні, береза повисла, ялиця біла, вільха чорна, види тополь і верб). У долинах річок поширені заплавні луки, а на півночі країни – болота. У Польщі є національні парки та заповідники, де охороняються рідкісні види рослин. Понад 1% території Польщі охороняється в межах 23 польських національних парків. Крім того нараховується понад 1500 заповідних територій.

## Список

### Судинні спорові
| №         | Наукова й українська назви виду                                                                            | Поширення в Польщі | Родина                                | Зображення |
| --------- | --- | --- | ------------------------------------- | ---------- |
| 1e-06     | Порядок: Молодильники (Isoëtales)                                                                          | |                                       |            |
| 1         | Молодильник колючоспорий Isoëtes echinospora Durieu                                                        | Лише у східній частині Поморського озерного краю | Молодильникові (Isoëtaceae)           |            |
| 2         | Молодильник озерний Isoëtes lacustris L.                                                                   | Зустрічається переважно в Західній Померанії, регіоні з найбільшою концентрацією лобелієвих озер; також є відоме місце в горах Карконоше | Молодильникові (Isoëtaceae)           |            |
| 2.000002  | Порядок: Selaginellales                                                                                    | |                                       |            |
| 3         | Нитинка швайцарська Selaginella helvetica (L.) Spring                                                      | Вид зустрічався лише в Сілезії на двох ділянках: між Браницями та Бліщицями та в Пщині; ймовірно, вимер | Нитинкові (Selaginellaceae)           |            |
| 4         | Нитинка терниста Selaginella selaginoides (L.) P.Beauv. ex Mart. & Schrank                                 | Зустрічається у вищих частинах Судет (Йізерські гори та Карконоше) та Західних Карпатах, де є досить поширеним видом | Нитинкові (Selaginellaceae)           |            |
| 4.000003  | Порядок: Lycopodiales                                                                                      | |                                       |            |
| 5         | Баранець звичайний Huperzia selago (L.) Bernh. ex Schrank & Mart.                                          | Поширений по всій Польщі часто в горах і рідко в низинах | Плаунові (Lycopodiaceae)              |            |
| 6         | Плаунець торфовий Lycopodiella inundata (L.) Holub                                                         | У Польщі це рідкісний вид; він має високі вимоги до світла та вологи та дуже чутливий до змін середовища проживання; у багатьох областях він зникає | Плаунові (Lycopodiaceae)              |            |
| 7         | Зелениця альпійська Diphasiastrum alpinum (L.) Holub                                                       | У Польщі зустрічається рідко і тільки в горах над нижньою зоною гір на гірських пасовищах, серед скель і на торф'яних болотах | Плаунові (Lycopodiaceae)              |            |
| 8         | Плаун колючий Lycopodium annotinum L.                                                                      | Зустрічається по всій території Польщі, хоча регіонально зустрічається досить рідко, особливо в центральній і південно-західній частинах країни; найбільш численний у горах, на високогір’ї, на півночі та сході | Плаунові (Lycopodiaceae)              |            |
| 9         | Плаун звичайний Lycopodium clavatum L.                                                                     | У Польщі це широко розповсюджений місцевий вид, хоча він втрачає свої місця існування та підлягає правовому захисту | Плаунові (Lycopodiaceae)              |            |
| 10        | Зелениця сплющена Diphasiastrum complanatum (L.) Holub                                                     | У Польщі зустрічається по всій території, але це рідкісна рослина, особливо в низинах | Плаунові (Lycopodiaceae)              |            |
| 11        | Зелениця триколоскова Diphasiastrum tristachyum (Pursh) Holub                                              | У Польщі він зустрічається розкидано в низинах, де про нього повідомляють близько сотні місць, більшість з яких не були підтверджені після 1980 року | Плаунові (Lycopodiaceae)              |            |
| 11.000004 | Порядок: Вужачки (Ophioglossales)                                                                          | |                                       |            |
| 12        | Botrychium lanceolatum (S.G.Gmel.) Ångström                                                                | Регіонально вимер | Вужачкові (Ophioglossaceae)           |            |
| 13        | Гронянка півмісяцева Botrychium lunaria (L.) Sw.                                                           | У Польщі росте розкидано по всій країні; найбільші скупчення цього виду — в південно-західній, південній і північно-східній частинах країни | Вужачкові (Ophioglossaceae)           |            |
| 14        | Гронянка ромашколиста Botrychium matricariifolium (Döll) A.Braun ex W.D.J.Koch                             | У Польщі зустрічається рідко. У 19 столітті та на початку 20 століття про нього повідомляли з понад 200 місць. У 1983–2008 роках існування цього виду було підтверджено лише в 9 місцях | Вужачкові (Ophioglossaceae)           |            |
| 15        | Гронянка багатороздільна Botrychium multifidum (S.G.Gmel.) Nishida ex Tagawa                               | У Польщі зустрічається розсіяно майже по всій країні, найчастіше в північно-східній частині | Вужачкові (Ophioglossaceae)           |            |
| 16        | Гронянка проста Botrychium simplex E.Hitchc.                                                               | У Польщі він відомий з 24 місць, розташованих на півночі та заході країни, з яких два були підтверджені після 1980 року: на озері Вєжхово та озері Кедровицьке | Вужачкові (Ophioglossaceae)           |            |
| 17        | Гронянка віргінська Botrychium virginianus (L.) Michx.                                                     | У Польщі вважався вимерлим, але в 2010 році в Августівській пущі було знайдено невелику популяцію з 14 особин | Вужачкові (Ophioglossaceae)           |            |
| 18        | Ophioglossum azoricum C.Presl                                                                              | У Польщі має бути на узбережжі | Вужачкові (Ophioglossaceae)           |            |
| 19        | Вужачка звичайна Ophioglossum vulgatum L.                                                                  | У Польщі росте розкидано по всій країні | Вужачкові (Ophioglossaceae)           |            |
| 19.000005 | Порядок: Equisetales                                                                                       | |                                       |            |
| 20        | Хвощ польовий Equisetum arvense L.                                                                         | У Польщі це дуже поширена рослина по всій країні, включаючи верхню гірську зону | Хвощеві (Equisetaceae)                |            |
| 21        | Хвощ багновий Equisetum fluviatile L.                                                                      | У Польщі досить поширений місцевий вид | Хвощеві (Equisetaceae)                |            |
| 22        | Хвощ зимовий Equisetum hyemale L.                                                                          | Досить поширений у Польщі. Зазвичай росте в родючих листяних лісах, часто на схилах долин | Хвощеві (Equisetaceae)                |            |
| 23        | Хвощ болотяний Equisetum palustre L.                                                                       | Поширений по всій території Польщі, за винятком вищих частин гір | Хвощеві (Equisetaceae)                |            |
| 24        | Хвощ лучний Equisetum pratense Ehrh.                                                                       | Поширений по всій території Польщі; населяє прибережні ліси, зарості біля водотоків, на вологих ґрунтах, не переносить кальцію; часто популяції в основному стерильні, розмножуються вегетативно | Хвощеві (Equisetaceae)                |            |
| 25        | Хвощ гіллястий Equisetum ramosissimum Desf.                                                                | У Польщі вид зустрічається переважно в долині середньої Вісли. Крім того, він відомий з розрізнених місць на Люблінській височині та Розточчі, у нижній долині Сяну та в долинах інших карпатських річок. В окремих місцях зустрічається в Нижній і Верхній Сілезії, Великопольщі, Краківсько-Ченстоховській височині, Західному Помор'ї, Підляшші та на північ від Плоцька | Хвощеві (Equisetaceae)                |            |
| 26        | Хвощ лісовий Equisetum sylvaticum L.                                                                       | Поширений по всій території Польщі; росте в родючих тінистих листяних лісах, рідко в прилеглих посівах. Потрібен глинистий, водонепроникний ґрунт | Хвощеві (Equisetaceae)                |            |
| 27        | Хвощ великий Equisetum telmateia Ehrh.                                                                     | У Польщі цей вид зустрічається рідко, переважно в передгір'ях і північній частині країни | Хвощеві (Equisetaceae)                |            |
| 28        | Хвощ рябий Equisetum variegatum Schleich. ex F.Weber & D.M.H.Mohr                                          | Зустрічається у піщаних, вологих місцях, на торфовищах, а також на берегах річок; вид перебуває під загрозою зникнення | Хвощеві (Equisetaceae)                |            |
| 28.000006 | Порядок: Osmundales                                                                                        | |                                       |            |
| 29        | Osmunda regalis L.                                                                                         | У Польщі дуже рідко зустрічається в низинах і не зустрічається в горах; віддає перевагу районам з впливом морського клімату та м’якою зимою | Osmundaceae                           |            |
| 29.000007 | Порядок: Hymenophyllales                                                                                   | |                                       |            |
| 30        | Vandenboschia speciosa (Willd.) Kunkel                                                                     | У Польщі надзвичайно рідкісний вид; він росте лише в двох місцях біля Злоториї та Львова Шльонського | Hymenophyllaceae                      |            |
| 30.000008 | Порядок: Salviniales                                                                                       | |                                       |            |
| 31        | Чотирилистка водяна Marsilea quadrifolia L.                                                                | Вид вважався регіонально вимерлим, але 2020 року співробітники Сілезького водного центру Сілезького університету в Катовіце оголосили громадськості, що з 2018 року марсель чотирилиста знову з’являється на берегах озера Гочалковицьке | Чотирилисткові (Marsileaceae)         |            |
| 32        | Кульківник прибережний Pilularia globulifera L.                                                            | У 21 столітті вид спостерігався в 5 місцях на південному заході Польщі | Чотирилисткові (Marsileaceae)         |            |
| 33        | Сальвінія плавуча Salvinia natans (L.) All.                                                                | Росте в дикій природі в Польщі, де рідко зустрічається у водоймах у низинах | Сальвінієві (Salviniaceae)            |            |
| 33.000009 | Порядок: Багатоніжкові (Polypodiales)                                                                      | |                                       |            |
| 34        | Аспленій чорний Asplenium adiantum-nigrum L.                                                               | У Польщі наразі (дані до 2008 р.) зустрічається лише в Нижній Сілезії, переважно в Совиних горах | Селезінникові (Aspleniaceae)          |            |
| 35        | Asplenium adulterinum Milde                                                                                | Зустрічається найчастіше в Нижній Сілезії, переважно в передовій частині Судетів, на Слензькому масиві в Совиних горах, в околицях Пєшице, на Снєжницькому масиві на Жмієвці, і досить рідко зустрічається у високих горах | Селезінникові (Aspleniaceae)          |            |
| 36        | Аспленій муровий Asplenium ruta-muraria L.                                                                 | У Польщі росте по всій країні, крім північно-східної частини | Селезінникові (Aspleniaceae)          |            |
| 37        | Аспленій сколопендровий Asplenium scolopendrium L.                                                         | У Польщі трапляється рідко: переважно в Карпатах і на Краківсько-Ченстоховській височині. Також є кілька місцевостей на Качавському передгір'ї в Судетах і на Розточчі. Єдиним місцем у Судетах, де вид зустрічаються, є заповідник «Wąwóz Myśliborski near Jawor» | Селезінникові (Aspleniaceae)          |            |
| 38        | Аспленій північний Asplenium septentrionale (L.) Hoffm.                                                    | У Польщі найчастіше росте в Сілезії та Свєнтокшиських горах, але досить рідко зустрічається у високогір'ї | Селезінникові (Aspleniaceae)          |            |
| 39        | Селезінник волосинчастий Asplenium trichomanes L.                                                          | У Польщі поширений на півдні низовини та в горах | Селезінникові (Aspleniaceae)          |            |
| 40        | Селезінник зелений Asplenium viride Huds.                                                                  | У Польщі нерідко зустрічається в південних низинах і в горах | Селезінникові (Aspleniaceae)          |            |
| 41        | Безщитник альпійський Athyrium distentifolium Tausch ex Opiz                                               | У Польщі переважно в південній частині країни в Судетах і Карпатах | Безщитникові (Athyriaceae)            |            |
| 42        | Безщитник жіночий Athyrium filix-femina (L.) Roth ex Mert.                                                 | У Польщі вид поширений майже по всій країні (локально рідше, наприклад, у північній частині Мазовецького воєводства) | Безщитникові (Athyriaceae)            |            |
| 43        | Ребрівка звичайна Blechnum spicant (L.) Sm.                                                                | У Польщі зустрічається переважно в Карпатах і Судетах, але зустрічається і в прилеглих передгір'ях. У низинах — дуже рідкісна рослина; тільки в Кашубському поозер'ї спостерігається більша концентрація його ділянок | Ребрівкові (Blechnaceae)              |            |
| 44        | Міхурниця ламка Cystopteris fragilis (L.) Bernh.                                                           | Зустрічається в лісових балках, на тінистих скелях, а також на тінистих вапнякових схилах по всій території | Міхурницеві (Cystopteridaceae)        |            |
| 45        | Міхурниця гірська Cystopteris montana (Lam.) Desv.                                                         | Росте на затінених, вологих вапнякових скелях у Татрах і Східних Карпатах, від нижнього гірського поясу до альпійського поясу. | Міхурницеві (Cystopteridaceae)        |            |
| 46        | Міхурниця судетська Cystopteris sudetica A.Br. & Milde                                                     | У Польщі в Судетах і Карпатах, дуже рідко в низинах | Міхурницеві (Cystopteridaceae)        |            |
| 47        | Голокупник дубовий Gymnocarpium dryopteris (L.) Newman                                                     | Вид поширений по всій Польщі й зустрічається в низинах і в горах (Бескиди, Карконоше) | Міхурницеві (Cystopteridaceae)        |            |
| 48        | Голокупник Роберта Gymnocarpium robertianum (Hoffm.) Newman                                                | У Польщі зустрічається в Судетах, Карпатах і на високогір'ї | Міхурницеві (Cystopteridaceae)        |            |
| 49        | Орляк звичайний Pteridium aquilinum (L.) Kuhn                                                              | У Польщі звичайний вид, за винятком високогірних районів | Деннштедтієві (Dennstaedtiaceae)      |            |
| 50        | Щитник лускатий Dryopteris affinis (Lowe) Fraser-Jenk                                                      | ? | Щитникові (Dryopteridaceae)           |            |
| 51        | Щитник Боррера Dryopteris borreri Newman                                                                   | ? | Щитникові (Dryopteridaceae)           | -          |
| 52        | Dryopteris cambrensis (Fraser-Jenk.) Beitel & W.R.Buck                                                     | ? | Щитникові (Dryopteridaceae)           |            |
| 53        | Щитник остистий Dryopteris carthusiana (Vill.) H.P.Fuchs                                                   | У Польщі поширений по всій країні | Щитникові (Dryopteridaceae)           |            |
| 54        | Щитник гребенястий Dryopteris cristata (L.) A.Gray                                                         | Південна межа суцільного ареалу цього виду проходить по території Польщі, і він досить часто зустрічається в низинах і на височинах, особливо в східній і північно-східній частинах країни. На південний захід він стає все більш розсіяним | Щитникові (Dryopteridaceae)           |            |
| 55        | Щитник широколистий Dryopteris dilatata (Hoffm.) A.Gray                                                    | Зустрічається в тінистих лісах і чагарниках, рідко в низинах, досить поширений в горах | Щитникові (Dryopteridaceae)           |            |
| 56        | Щитник розлогий Dryopteris expansa (C.Presl) Fraser-Jenk. & Jermy                                          | Поширення в Польщі недостатньо задокументовано; відомо, що це звичайний вид в Карпатах, інакше досить рідкісний, але зустрічається по всій країні | Щитникові (Dryopteridaceae)           |            |
| 57        | Щитник чоловічий Dryopteris filix-mas (L.) Schott                                                          | У Польщі поширений; зустрічається в тінистих лісах і вздовж струмків. | Щитникові (Dryopteridaceae)           |            |
| 58        | Dryopteris remota (A.Braun ex Doll) Druce                                                                  | ? | Щитникові (Dryopteridaceae)           |            |
| 59        | Щитник Віллара Dryopteris villarii (Bell) Woyn. ex Schinz & Thell.                                         | У Польщі в усіх Карпатах було лише одне ізольоване місце, розташоване понад 500 км від головного ареалу | Щитникові (Dryopteridaceae)           |            |
| 60        | Багаторядник шипуватий Polystichum aculeatum (L.) Roth                                                     | У Польщі зустрічається переважно в горах, рідше у високогір’ях і дуже рідко в низинах | Щитникові (Dryopteridaceae)           |            |
| 61        | Багаторядник Брауна Polystichum braunii (Spenn.) Fée                                                       | У Польщі це рідкісний вид, зустрічається переважно в горах | Щитникові (Dryopteridaceae)           |            |
| 62        | Багаторядник списовидний Polystichum lonchitis (L.) Roth                                                   | У Польщі рідкісний вид; росте в Судетах, Карпатах і на Краківсько-Ченстоховській височині | Щитникові (Dryopteridaceae)           |            |
| 63        | Страусове перо звичайне Matteuccia struthiopteris (L.) Tod.                                                | У Польщі зустрічається в передгір’ях Карпат і П’єнін, у Західних Судетах, Свентокшиських горах і Бещадах | Страусопері (Onocleaceae)             |            |
| 64        | Солодиця звичайна Polypodium vulgare L.                                                                    | У Польщі це досить поширена рослина на всій території. Росте в різних місцях проживання – в лісах, на скелях і стінах | Солодицеві (Polypodiaceae)            |            |
| 65        | Cryptogramma crispa (L.) R.Br. ex Hook.                                                                    | У Польщі зустрічається в Карконошах і Єзерських горах у таких місцях: Високий Камінь, Снєжні Котли, Кочол Ломницький і Котки | Крильникові (Pteridaceae)             |            |
| 66        | Букова папороть лісова Phegopteris connectilis (Michx.) Watt                                               | У Польщі поширена в горах, передгір'ях і на височинах, розкидана на заході і півночі, дуже рідко у Великій Польщі і Мазовії | Болотянопапоротеві (Thelypteridaceae) |            |
| 67        | Гірська папороть лісова Thelypteris limbosperma (All.) H.P.Fuchs, syn. Oreopteris limbosperma (All.) Holub | У Польщі зустрічається переважно в горах | Болотянопапоротеві (Thelypteridaceae) |            |
| 68        | Болотяна папороть звичайна Thelypteris palustris Schott                                                    | Поширений вид у Польщі. Зустрічається на болотах, заболочених луках і вільхниках; поширений у низинах, рідше в горах | Болотянопапоротеві (Thelypteridaceae) |            |
| 69        | Вудсія альпійська Woodsia alpina (Bolton) Gray                                                             | У Польщі цей вид був зареєстрований лише в одному місцезнаходженні в Судетах (у Малому Снєжному Кочолі в горах Карконоше) і три у Татрах: Коньський Жлеб (бл. 1100–1200 м над рівнем моря), Сухи Верх (1480 м) і Чепрострада (1900 м) | Вудсієві (Woodsiaceae)                |            |
| 70        | Вудсія бура Woodsia ilvensis (L.) R.Br.                                                                    | У Польщі зустрічається лише в одному місці – на горі Вджар у хребті, що з’єднує Любань із П’єнінськими горами. Два місця, про які повідомлялося раніше (у Совиних горах і в Західній Померанії), більше не існують | Вудсієві (Woodsiaceae)                |            |

### Голонасінні
| №     | Наукова й українська назви виду             | Поширення в Польщі | Родина                    | Зображення |
| ----- | ------------------------------------------- | --- | ------------------------- | ---------- |
| 1e-06 | Порядок: Соснові (Pinales)                  | |                           |            |
| 1     | Яловець звичайний Juniperus communis L.     | Широко розповсюджений вид, що росте в різноманітних середовищах існування – від боліт і лісів до луків, перелогів і скелястих ділянок | Кипарисові (Cupressaceae) |            |
| 2     | Яловець козацький Juniperus sabina L.       | Дуже рідкісний; лише гори Пєніни | Кипарисові (Cupressaceae) |            |
| 3     | Ялиця біла Abies alba Mill.                 | Росте і в горах і в низинах | Соснові (Pinaceae)        |            |
| 4     | Модрина європейська Larix decidua Mill.     | У природних місцях проживання тільки в Татрах                                                                                         | Соснові (Pinaceae)        |            |
| 5     | Ялина європейська Picea abies (L.) H.Karst. | Зростає переважно в північно-східній частині країни й на півдні, у горах і передгір'ях                                                | Соснові (Pinaceae)        |            |
| 6     | Сосна кедрова європейська Pinus cembra L.   | Росте в Татрах | Соснові (Pinaceae)        |            |
| 7     | Сосна гірська Pinus mugo Turra              | Росте в дикому вигляді в Татрах, Судетах, Баб'я-Гурі та Пільську                                                                      | Соснові (Pinaceae)        |            |
| 8     | Сосна звичайна Pinus sylvestris L.          | Росте і в горах і в низинах | Соснові (Pinaceae)        |            |
| 9     | Тис звичайний Taxus baccata L.              | Найчастіше зустрічається в західній, північній і південній частинах країни                                                            | Тисові (Taxaceae)         |            |